# Croacia en la Copa Mundial de Fútbol de 1998
La selección de Croacia fue uno de los 32 países participantes de la Copa Mundial de Fútbol de 1998, realizada en Francia.
El seleccionado croata realizó su segunda mejor participación en una Copa Mundial (tras llegar a la final en Rusia 2018), justo en su primera participación. Incluso estuvo al borde, de eliminar al país anfitrión Francia, en la semifinal jugada en París.

## Clasificación

### Grupo 1

#### Tabla de posiciones
| Equipo               | Pts | PJ | PG | PE | PP | GF | GC | Dif |
| -------------------- | --- | -- | -- | -- | -- | -- | -- | --- |
| Dinamarca            | 17  | 8  | 5  | 2  | 1  | 14 | 6  | 8   |
| Croacia              | 15  | 8  | 4  | 3  | 1  | 17 | 12 | 5   |
| Grecia               | 14  | 8  | 4  | 2  | 2  | 11 | 4  | 7   |
| Bosnia y Herzegovina | 9   | 8  | 3  | 0  | 5  | 9  | 14 | -5  |
| Eslovenia            | 1   | 8  | 0  | 1  | 7  | 5  | 20 | -15 |

### Partidos
| Fecha                    | Lugar            | Partido              | Partido | Partido | Partido | Partido              |
| ------------------------ | ---------------- | -------------------- | ------- | ------- | ------- | -------------------- |
| 8 de octubre de 1996     | Bolonia (Italia) | Bosnia y Herzegovina |         | 1:4     |         | Croacia              |
| 10 de noviembre de 1996  | Zagreb           | Croacia              |         | 1:1     |         | Grecia               |
| 29 de marzo de 1997      | Split            | Croacia              |         | 1:1     |         | Dinamarca            |
| 2 de abril de 1997       | Split            | Croacia              |         | 3:3     |         | Eslovenia            |
| 30 de abril de 1997      | Salónica         | Grecia               |         | 0:1     |         | Croacia              |
| 6 de septiembre de 1997  | Zagreb           | Croacia              |         | 3:2     |         | Bosnia y Herzegovina |
| 10 de septiembre de 1997 | Copenhague       | Dinamarca            |         | 3:1     |         | Croacia              |
| 11 de octubre de 1997    | Liubliana        | Eslovenia            |         | 1:3     |         | Croacia              |

### Repechaje
Croacia terminó en el segundo lugar del Grupo 1, tras Dinamarca que clasificó directamente a Francia. Por ese motivo, los croatas tenían que enfrentar a Ucrania, que terminó en el segundo lugar del Grupo 9, tras Alemania que también clasificó directamente a la cita de Francia.
| Fecha                   | Lugar  | Partido | Partido | Partido | Partido | Partido |
| ----------------------- | ------ | ------- | ------- | ------- | ------- | ------- |
| 29 de octubre de 1997   | Zagreb | Croacia |         | 2:0     |         | Ucrania |
| 15 de noviembre de 1997 | Kiev   | Ucrania |         | 1:1     |         | Croacia |

## Preparación

### Amistosos previos
| 22 de abril de 1998 | Croacia                                         | 4:1 (3:0) | Polonia          | Gradski, Osijek, Croacia                                |                                                         |
|                     | Z. Boban 6' · M. Stanić 21' 43' · A. Bokšić 47' | Reporte   | K. Ratajczyk 67' | Asistencia: 17,000 espectadores Árbitro(s): Vencel Toth | Asistencia: 17,000 espectadores Árbitro(s): Vencel Toth |

| 29 de mayo de 1998 | Croacia        | 1:2(0:1) | Eslovaquia               | Estadio Aldo Drosina, Pula, Croacia                       |                                                           |
|                    | G. Vlaović 45' | Reporte  | Jančula 4' · Majoros 59' | Asistencia: 8,000 espectadores Árbitro(s): Milan Mitrović | Asistencia: 8,000 espectadores Árbitro(s): Milan Mitrović |

| 3 de junio de 1998 | Croacia                         | 2:0 (1:0) | Irán | Stadion Kantrida, Rijeka, Croacia |                              |
|                    | R. Prosinečki 30' · D.Šuker 77' | Reporte   |      | Árbitro(s): Fiorenzo Treossi      | Árbitro(s): Fiorenzo Treossi |

| 6 de junio de 1998 | Croacia                                                                              | 7:0 (3:0) | Australia | Estadio Maksimir, Zagreb, Croacia |                          |
|                    | D. Šuker 14 Pen' 37' 63 pen' · R. Prosinečki 40' · Z. Boban 47' 83' · A. Kozniku 72' | Reporte   |           | Árbitro(s): Gerd Grabner          | Árbitro(s): Gerd Grabner |

## Jugadores
Datos corresponden a situación previo al inicio del torneo
| #  | Nombre             | Posición      | Edad | PJ Sel | Club                    |
| -- | ------------------ | ------------- | ---- | ------ | ----------------------- |
| 1  | Dražen Ladić       | Portero       | 35   | 41     | Croatia Zagreb          |
| 2  | Petar Krpan        | Delantero     | 23   | 1      | NK Osijek               |
| 3  | Anthony Šerić      | Mediocampista | 19   | 3      | Hajduk Split            |
| 4  | Igor Štimac        | Defensa       | 30   | 29     | Derby County            |
| 5  | Goran Jurić        | Defensa       | 35   | 11     | Croatia Zagreb          |
| 6  | Slaven Bilić       | Defensa       | 29   | 36     | Everton                 |
| 7  | Aljoša Asanović    | Mediocampista | 30   | 80     | Napoli                  |
| 8  | Robert Prosinečki  | Mediocampista | 29   | 29     | Croatia Zagreb          |
| 9  | Davor Šuker        | Delantero     | 30   | 36     | Real Madrid             |
| 10 | Zvonimir Boban (c) | Mediocampista | 29   | 35     | AC Milan                |
| 11 | Silvio Marić       | Mediocampista | 23   | 7      | Croatia Zagreb          |
| 12 | Marijan Mrmić      | Portero       | 33   | 12     | Beşiktaş                |
| 13 | Mario Stanić       | Mediocampista | 26   | 16     | Parma                   |
| 14 | Zvonimir Soldo     | Mediocampista | 30   | 26     | VfB Stuttgart           |
| 15 | Igor Tudor         | Defensa       | 20   | 5      | Hajduk Split            |
| 16 | Ardian Kozniku     | Delantero     | 30   | 7      | Bastia                  |
| 17 | Robert Jarni       | Defensa       | 29   | 38     | Real Betis              |
| 18 | Zoran Mamić        | Defensa       | 26   | 6      | VfL Bochum              |
| 19 | Goran Vlaović      | Delantero     | 25   | 28     | Valencia                |
| 20 | Dario Šimić        | Defensa       | 22   | 17     | Croatia Zagreb          |
| 21 | Krunoslav Jurčić   | Mediocampista | 28   | 9      | Croatia Zagreb          |
| 22 | Vladimir Vasilj    | Portero       | 22   | 1      | NK Hrvatski Dragovoljac |
| DT | Miroslav Blažević  |               |      |        |                         |

## Participación

### Primera Fase
| Equipo    | Pts | PJ | PG | PE | PP | GF | GC | Dif |
| --------- | --- | -- | -- | -- | -- | -- | -- | --- |
| Argentina | 9   | 3  | 3  | 0  | 0  | 7  | 0  | 7   |
| Croacia   | 6   | 3  | 2  | 0  | 1  | 4  | 2  | 2   |
| Jamaica   | 3   | 3  | 1  | 0  | 2  | 3  | 9  | -6  |
| Japón     | 0   | 3  | 0  | 0  | 3  | 1  | 4  | -3  |

| 14 de junio de 1998, 21:00 | Jamaica   | 1:3 (1:1) | Croacia                                 | Stade Félix Bollaert, Lens                                           |                                                                      |
|                            | Earle 45' | Reporte   | Stanić 27' · Prosinečki 53' · Šuker 69' | Asistencia: 38.100 espectadores Árbitro(s): Vítor Pereira (Portugal) | Asistencia: 38.100 espectadores Árbitro(s): Vítor Pereira (Portugal) |

| 20 de junio de 1998, 14:30 | Japón | 0:1 (0:0) | Croacia   | Stade de la Beaujoire, Nantes                                                  |                                                                                |
|                            |       | Reporte   | Šuker 77' | Asistencia: 35.500 espectadores Árbitro(s): Ramesh Ramdhan (Trinidad y Tobago) | Asistencia: 35.500 espectadores Árbitro(s): Ramesh Ramdhan (Trinidad y Tobago) |

| 26 de junio de 1998, 16:00 | Argentina  | 1:0 (1:0) | Croacia | Parc Lescure, Burdeos                                                |                                                                      |
|                            | Pineda 36' | Reporte   |         | Asistencia: 31.800 espectadores Árbitro(s): Said Belqola (Marruecos) | Asistencia: 31.800 espectadores Árbitro(s): Said Belqola (Marruecos) |

### Octavos de final
| 30 de junio de 1998, 16:30 | Rumania | 0:1 (0:1) | Croacia            | Parc Lescure, Burdeos                                                    |                                                                          |
|                            |         | Reporte   | Šuker 45+2' (pen.) | Asistencia: 31.800 espectadores Árbitro(s): Javier Castrilli (Argentina) | Asistencia: 31.800 espectadores Árbitro(s): Javier Castrilli (Argentina) |

### Cuartos de final
| 4 de julio de 1998, 21:00 | Alemania | 0:3 (0:1) | Croacia                               | Stade Gerland, Lyon                                                 |                                                                     |
|                           |          | Reporte   | Jarni 45+3' · Vlaović 80' · Šuker 85' | Asistencia: 39.100 espectadores Árbitro(s): Rune Pedersen (Noruega) | Asistencia: 39.100 espectadores Árbitro(s): Rune Pedersen (Noruega) |

### Semifinal
| 8 de julio de 1998, 21:00 | Francia         | 2:1 (0:0) | Croacia   | Stade de France, Paris                                                        |                                                                               |
|                           | Thuram 47', 70' | Reporte   | Šuker 46' | Asistencia: 76.000 espectadores Árbitro(s): José María García Aranda (España) | Asistencia: 76.000 espectadores Árbitro(s): José María García Aranda (España) |

### Tercer Lugar
| 11 de julio de 1998, 21:00                                             | Países Bajos | 1:2 (1:2) | Croacia                    | Parque de los Príncipes, París                                           |                                                                          |
|                                                                        | Zenden 22'   | Reporte   | Prosinečki 14' · Šuker 36' | Asistencia: 45.500 espectadores Árbitro(s): Epifanio González (Paraguay) | Asistencia: 45.500 espectadores Árbitro(s): Epifanio González (Paraguay) |
| Croacia se convierte en el tercer debutante en quedar en tercer lugar. |              |           |                            |                                                                          |                                                                          |